# Holy or Damned
Holy or Damned ist das sechste Studioalbum der deutschen Power-/Melodic-Metal-Band Voice. Es erschien am 12. Juli 2024 über Massacre Records und Soulfood und kombiniert klassisch‑melodischen Power Metal mit härteren Hard‑Rock‑Elementen.

## Titelliste
1. Nevermore – 6:49
2. The Silence of Prescience – 4:53
3. In This World – 5:22
4. Dream On – 4:51
5. Schizo Dialogues – 5:41
6. Tears in the Dust – 7:34
7. Chatroom Whispering – 5:48
8. Privateer (Bonus Track) – 5:24
9. Let’s Go Ahead (Bonus Track) – 5:04
10. Only Grey Remain (Bonus Track) – 6:23
11. Petrified Dreams – 6:57

Die Bonustracks sind nur auf der CD und der Digitalversion erhältlich. Die Vinylversion enthält diese nicht.

## Rezeption
‘Holy Or Damned’ is a good album that at times is hard rock and other times metal. It is filled with songs that are well written, dealing with life and the various troubles and trials it contains. Musically, it has good heavy riffs, some tempo changes, and good driving rhythms.

„kommt endlich wieder Futter für Fans von VOICE – und was für welches. In insgesamt 64 Minuten (CD/Digital) kredenzt das Quintett elf Songs voll mit prägnanten Texten, die manchmal druckvoll und manchmal emotional sind, aber immer dazu anregen mitzudenken. “Holy Or Damned” wirft einen kritischen Blick auf unseren Alltag und anregt an die Augen zu öffnen. Natürlich laden VOICE auch dazu ein sich der Tiefe der Scheibe hinzugeben und einfach nur den Melodien und der großartigen Gesangsstimme zu lauschen – das alles macht “Holy Or Damned” zu einem sehr vielseitigen und abwechslungsreichen Album, das man sich nicht entgehen lassen sollte.“

„Bei genauerem Hinhören kann man immer wieder neue kleine Details heraushören. In jedem Song spürt man die Hingabe an Hard Rock und Heavy Metal. Saubere Leistung!“

„Mit der abwechslungsreichen Scheibe kann die erneuerte Truppe ihre bisherigen Fans zufrieden stellen, wird damit aber auch der Geflogschaft von Masterplan, Gamma Ray und Jorn gefallen“

„Solide Scheibe, auf der sich jeder Fan klassischer Metalsounds wiederfinden dürfte, mit einer grandiosen Vokalperformance sowie lohnenden Lyrics“